# Instituto Brincante
O Instituto Brincante é uma instituição dedicada à cultura popular brasileira localizada na Vila Madalena, em São Paulo, Brasil. O instituto foi criado em novembro de 1992 por Rosane Almeida e Antonio Nóbrega e tem finalidade de formação artística e pedagógica relacionada a diversos elementos da cultura popular brasileira. O instituto conta com um palco e sedia eventos como palestras, apresentações e oficinas de arte.